# ディーツヘルツタール
ディーツヘルツタール (ドイツ語: Dietzhölztal) は、ドイツ連邦共和国ヘッセン州ギーセン行政管区のラーン＝ディル郡に属す町村（以下、本項では便宜上「町」と記述する）である。

## 地理
この町の名前は、町内の4つの地区のうち3地区を流れるディーツヘルツェ川に由来する。この川はディレンブルクでディル川に合流し、したがってライン水系に属している。この他の川としてはブライデバッハ川がある。この川はマンデルンでマンデルバッハ川に注ぐ。マンデルバッハ川は、ディーツヘルツタール最大の池であるハンマーヴァイアーを通って、最終的にディーツヘルツェ川に合流する。町内の最高地点はヤクトベルク付近に存在する。高度 673.1 m のこの場所は、ラーン＝ディル郡の最高地点でもある。
ラーン＝ディル郡の北端は、ネトフェンとの町境にある。

### 隣接する市町村
ディーツヘルツタールは、北西はネトフェン、北はバート・ラースフェ（ともにノルトライン＝ヴェストファーレン州ジーゲン＝ヴィトゲンシュタイン郡）、東はブライデンバッハ（マールブルク＝ビーデンコプフ郡）、南東はエッシェンブルク、南西はハイガー（ともにラーン＝ディル郡）と境を接している。

### 町の構成
この町は、以下の地区からなる。
- エーヴァースバッハ
- シュタインブリュッケン
- マンデルン
- リッタースハウゼン

## 歴史
この町の地域で最も古い考古学的出土品の一つが、ラ＝テーヌ時代初期のケルト人の環状土塁施設の遺構である。この施設は紀元前450年頃に建設され、紀元前3世紀におそらくゲルマン人が定住し始めたために放棄あるいは破壊された。
この街の最も古い集落はマンデルン (Mandeln) である。この集落は800年頃のロルシュ文書に Mauuentelina として初めて記録されている。しかしこの集落は、中世には一時廃村となるほど衰退した。
エーヴァースバッハ、リッタースハウゼン、ランゲンバッハの集落はおそらくフランク人による征服の時代（5世紀から7世紀）に建設された。エーヴァースバッハの文献記録は1302年8月3日、リッタースハウゼンのそれは1344年になされている。ランゲンバッハは15世紀に廃村となるほど衰退し、その土地はリッタースハウゼンが管理した。
カロリング朝時代、ディーツヘルツェの谷はハイガーガウの最も東の入り口であった。ハイガーガウはおそらくラーンガウの下位地区であった。ハイガーガウはコンラート家の終焉により宮中伯に移譲された。このガウはレーエンとしてモルスベルク家に与えられた。モルスベルク家は、ディーツヘルツタールに下級貴族のビッケン家を封じた。ケルンからライプツィヒへ、アンゲルブルクを越える交易路（ブラバント街道とも呼ばれる）沿いに位置していたため、エーバースバッハは中心的な集落に発展した。ビッケン家はここに城砦（あるいは防衛施設を持つ館）を築いた。1303年に初めてツェント裁判に関する記録が遺されている。教会区は1048年にハイガー教会区から分離され、その教会守護権はやはりビッケン家のものとされた。
13世紀から進出してきたナッサウ伯は、ハイガーガウやヘルボルナー・マルク地方で勢力を強めていった。ナッサウ伯とヘッセン方伯との間でデルンバッハ・フェーデが起こると、ビッケン家はヘッセン側に味方した。ナッサウ伯はディル川沿いを占領した。ビッケン家は1486年、最終的にディーツヘルツタールの裁判権をナッサウ伯に移譲した。ナッサウとヘッセンとの国境紛争は継続し、18世紀半ばにやっと解決した。
ナッサウ＝ディレンブルクへの移行後、製鉄業が盛んとなり、人口増加が起こった。マンデルンは1489年に再興され、シュタインブリュッケンとノイヒュッテンの集落が新たに建設された。
ナッサウ＝ディレンブルク家の断絶により、1720年にディーツヘルツタールはナッサウ＝バイルシュタイン家の所有となった。1725年にアムト・エーバーバッハはアムト・トリンゲンシュタインの地域が編入され拡大された。しかし1739年にはナッサウ＝バイルシュタイン家も断絶し、ナッサウ＝ディーツ家（オラニエ＝ナッサウ家）がその所領を相続した。1769年にベルゲバースバッハ完全に焼失したが、その後復興された。
1806年から1813年までこの集落はベルク大公国に属した。ここではジーク県ディルブルク郡の一部であった。ライプツィヒの戦いでナポレオン・ボナパルトが敗北した後、オラニエ＝ナッサウ家の高権が回復された。オラニエ＝ナッサウ家は、そのルクセンブルクの所領と、すでにウィーン会議でプロイセン王国領となっていたヴェスターヴァルトおよびディル川沿いの所領とを交換した。プロイセン王国は同じ日に、ナッサウ公国側と同じ面積の領域を割譲した。
1816年7月1日にアムト・エーバーバッハが廃止され、アムト・ディルブルクに統合された。ノイヒュッテおよびシュトラーセバールバッハの両集落は1818年に合併した。シュタインブリュック集落は1823年に独自の村域を獲得し、エーバースバッハの一部として編入されるまでこれを保持した。
ナッサウ公国が併合され、この集落は1866年から再びプロイセン王国領となった。ここではヘッセン＝ナッサウ州ヴィースバーデン行政管区に属した。1866年のプロイセンの郡および州に関する政令によってナッサウのアムト制は廃止され、この集落はディル郡に属すこととなった。
1945年にこの集落はアメリカ管理地区に組み込まれ、ヘッセン州の一部となり、ヴィースバーデン行政管区に属した。1968年にこの行政管区が廃止されたことによりダルムシュタット行政管区の一部となったが、1981年にギーセン行政管区に移管された。1977年に新たに創設されたラーン＝ディル郡の一部となった。
1960年代に、日本の石橋町とシュタインブリュックとの間の姉妹自治体協定が結ばれた。「シュタインブリュック」(ドイツ語: brücken) は日本語の「石橋」を意味する。これはドイツと日本との最初の姉妹自治体協定であった。ドイツおよび日本の自治体再編によって現在この姉妹自治体協定はディーツヘルツタールと下野市との間の協定となっている。

### 金属産業
すでにラ＝テーヌ時代から、現在の町域にあたる地域で組織的な銅の採掘と加工が行われていたことが、発掘により証明された。
ディーツヘルツタール上流域は中世から重要な鉄生産の中心地であった。この地域は赤鉄鉱から鉄鉱石を豊富に産出していた。鉄鉱石は、採掘され、杵で砕かれ、木炭の火力で精錬されていた。元々は塊鉄炉での精錬が行われていた。得られた銑鉄は、鍛造所で鍛造された。鍛造所やその他の施設を駆動させるためにディーツヘルツェ川、マンデルバッハ川、エーバースバッハ川が堰き止められた。堰き止められた水は、水車を介して鍛造ハンマーを駆動させた。こうした堰によってシュタインブリュックの近くに「ハンマー池」が形成された。
16世紀末に、外国からの専門家によって製鉄の大規模な近代化が行われた。1586年にエーヴァースバッハ近郊に設けられた新精錬所でナッサウ＝ディレンブルクで最初の高炉が始動した。高炉が木炭を大量に必要としたことにより、1560年頃のディル地方やジーガーラントで林業の特殊な形態として組合制林業が興った。坑道は徐々に深くなって行き、高度な揚水技術が要求された。
三十年戦争の結果、製鉄業は経済危機に陥った。ナッサウ＝ディレンブルク伯（1652年からは侯）は、それまで民間経営だったこの産業を国有化した。
これに続く高炉は17世紀から18世紀にディーツヘルツタール上流域に設けられた: リッタースハウゼン炉、エーヴァースバッハ新精錬所、アイベルスハウゼン炉である。またこの時代に存在が確認される鍛造所は、エーヴァースバッハ新精錬所、シュタインブリュック近郊のタイヒハンマー、シュタインブリュック共同鉱山会社、アイベルスハウゼン近郊のブレヒハンマー、ヴィッセンバッハ近郊の鍛造所がある。
この他にもディルタールやシェルデ川沿いにナッサウ＝ディレンブルクの製鉄所があった。ヴィトゲンシュタイン家やナッサウ＝ジーゲン家もそれぞれの製鉄所を有しており、境界地域での鉱石や木炭の原料採取についてしばしば紛争が起こった。
製鉄業は18世紀前半に大きな衰退を経験した。木炭の減少によって製造コストが増大した。ナッサウ伯、ゾルムス伯、ヴィトゲンシュタイン伯による価格カルテルが成立したにもかかわらずその価格は機能せず、ディーツヘルツタールの製鉄所は、ナッサウ＝ディレンブルク財政の大きな経済的重荷となっていった。これが、この侯領が1730年から債務超過のために帝国負債委員会の強制管理下に置かれた原因の一つである。オラニエ＝ナッサウ家が高権を獲得して以降、1743年からやっと製鉄業の近代化がなされ、これによって針金製造などの次の段階の加工業に重点が移された。
ナッサウ公国の成立後、工場経営者のヨハン・ヤーコプ・ユングは1816年から徐々にディーツヘルツタールの溶鉱炉や鍛造所の所有権を獲得していった。攪拌精錬法の導入後1870年頃に鍛造所は必要なくなり解体された。シュタインブリュック近郊のハンマー池は現在も存在している。1883年、ユング家はその財産をヘッセン＝ナッサウ精錬連合株式会社に統合し、シュタインブリュッケンに本社を置いた。この会社は1930年代にヴェッツラーのブーデルス社に合併された。
ディーツヘルツタールには現在もいくつかの金属加工業者が存在する。その最も重要な企業がリッタースハウゼンで創設されたリッタール GmbH & Co. KG である。この会社はフリートハイム・ロー・グループに属している。

### 町村合併
1937年4月1日にベルゲバースバッハとシュトラーセバースバッハが合併してエーヴァースバッハが成立した。
自治体ディーツヘルツタールは、1971年2月1日にそれまで独立した町村であったエーヴァースバッハとシュタインブリュッケンが合併して新たに形成された。1972年4月1日にマンデルンが、1977年1月1日にリッタースハウゼンがこの町に合併した。
行政機関の本部はエーヴァースバッハにある。

## 住民

### 人口推移
- 1971年: 3,964人
- 1972年: 5,039人
- 1977年: 6,079人
- 2002年: 6,909人
- 2003年: 6,873人
- 2005年: 6,693人
- 2006年: 6,603人
- 2007年: 6,588人
- 2010年: 5,975人
- 2011年: 5,959人
- 2013年: 5,889人
- 2014年: 5,797人
- 2015年: 5,759人
- 2016年: 5,777人[4]

## 行政

### 首長
町村合併がなされ自治体ディーツヘルツタールが成立して以後の町長は以下の遠いである。
- 1971年 - 1980年: ハインツ・ホーフマン (SPD)
- 1981年 - 1998年: ヴェルナー・ドライシヒアッカー (FWG)
- 1998年 - 2013年: シュテファン・アウラント (SPD)
- 2014年 - : アンドレアス・トーマス（無所属）

2014年2月9日の町長選挙では、無所属、FWG推薦のアンドレアス・トーマスが 70.1 % の票を獲得して、驚くべき大差で SPD と CDU の両対立候補を破った。この選挙の投票率は 59.4 % であった。

### 町議会
ディーツヘルツタールの町議会は 23議席からなる。

### 姉妹自治体
- 下野市（日本、栃木県）[6]

## 文化と見所
- エーヴァースバッハ

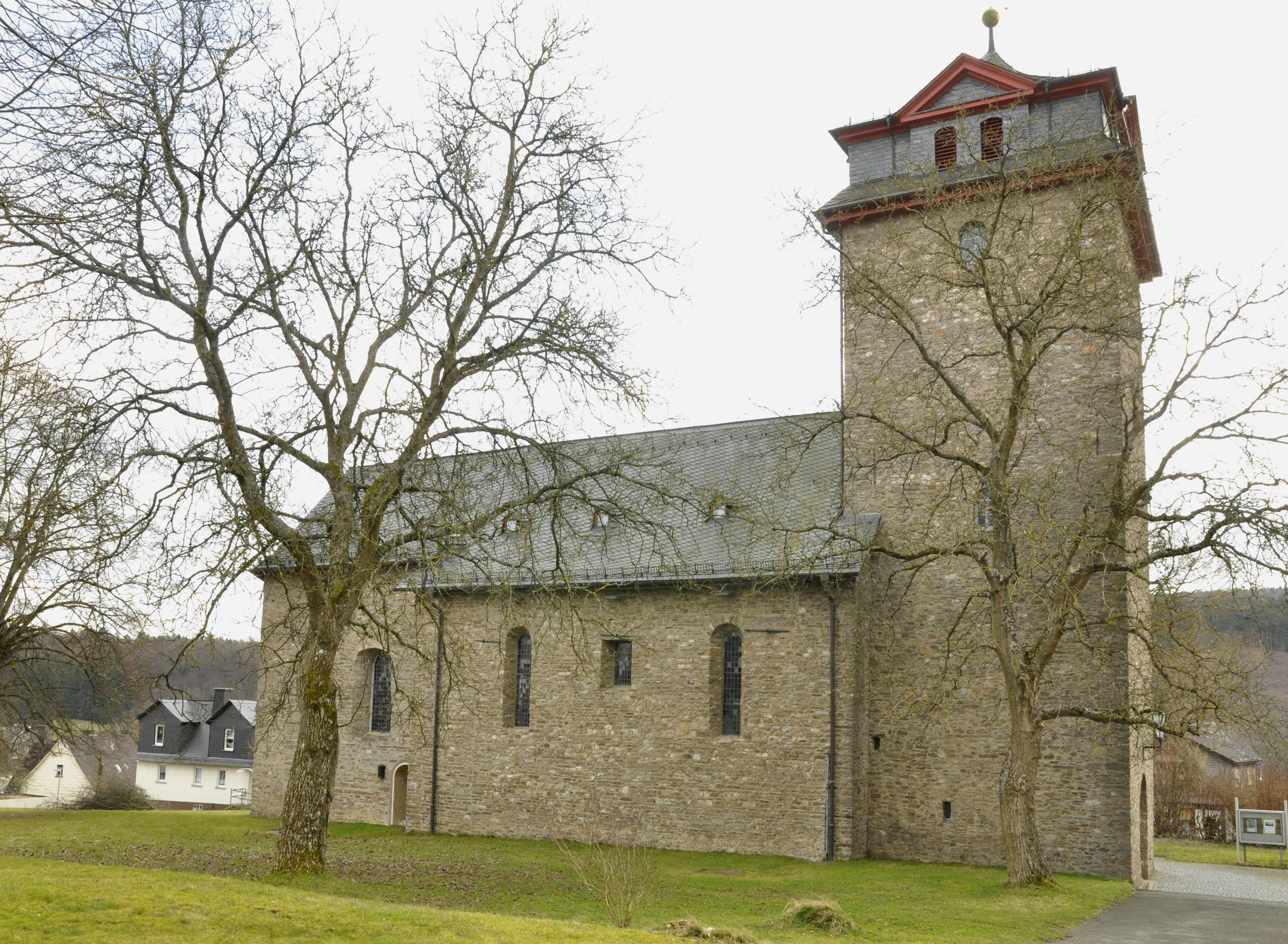
エーヴァースバッハの福音主義教会

  - 福音主義礼拝堂。屋根の上に小塔を持つ単廊式の建物。13世紀に建造され、17世紀に改築された。
  - 福音主義教会。13世紀の西塔（ドイツ語版、英語版）を有する後期ロマネスク建築。15世紀に後期ゴシック様式に改築された。
  - 18世紀に建造された数多くの木組み建築
- マンデルン
  - 福音主義礼拝堂。半切妻屋根の上に小塔を戴く木組み建築。1756年建造。
  - 石造アーチ橋。19世紀初期建造。
  - 木組み建築。17世紀から18世紀に建設された。
- リッタースハウゼン
  - 福音主義教会。半切妻屋根の上に小塔を戴くホール建築。1769年建造。
  - 17世紀初期の石橋
  - 18世紀の多目的建築（木組み建築）。パン焼き小屋、納屋、町長執務室、家畜小屋、消防署が一つの建物に入っていた。
- シュタインブリュッケン
  - 福音主義礼拝堂。屋根の上に小塔を戴く木組み建築。1709年建造。北面に階段塔が増築されている。
  - 17世紀から18世紀の木組み建築
  - 日本庭園

- エーヴァースバッハの福音主義礼拝堂
- マンデルンの福音主義礼拝堂
- リッタースハウゼンの福音主義教会
- シュタインブリュッケンの福音主義礼拝堂

## 経済と社会資本

### 地元企業
リッタースハウゼンには配電盤製造業者リッタール GmbH & Co. KG の主力工場がある。クレック金属製品工場 GmbH はリッタースハウゼンにあるもう一つの中堅金属加工業社である。シュタインブリュッケンに本社を置くカルレ & ルプナー GmbH は主にバルコニーや階段を製造している。エーヴァースバッハのオムニカル・ボイラーおよび器具製造 GmbH は、その起源を18世紀まで遡るが、2015年春に破産申請を行った。そのサービスとエンジニアリング活動はヴィースマン＝グループが引き継いだ。ディーツヘルツタールにはこの他に多くの小さな金属加工業者が存在する。

### 教育
- 基礎課程学校
  - ユング＝シュティリング＝シューレ・エーヴァーバッハ
  - ユング＝シュティリング＝シューレ・リッタースハウゼン
  - マンデルン基礎課程学校
- 大学
  - エーヴァーバッハ地区にドイツ自由福音主義教会連盟のエーヴァーバッハ神学大学は州内で有名な大学である。